# Kongress von Angostura

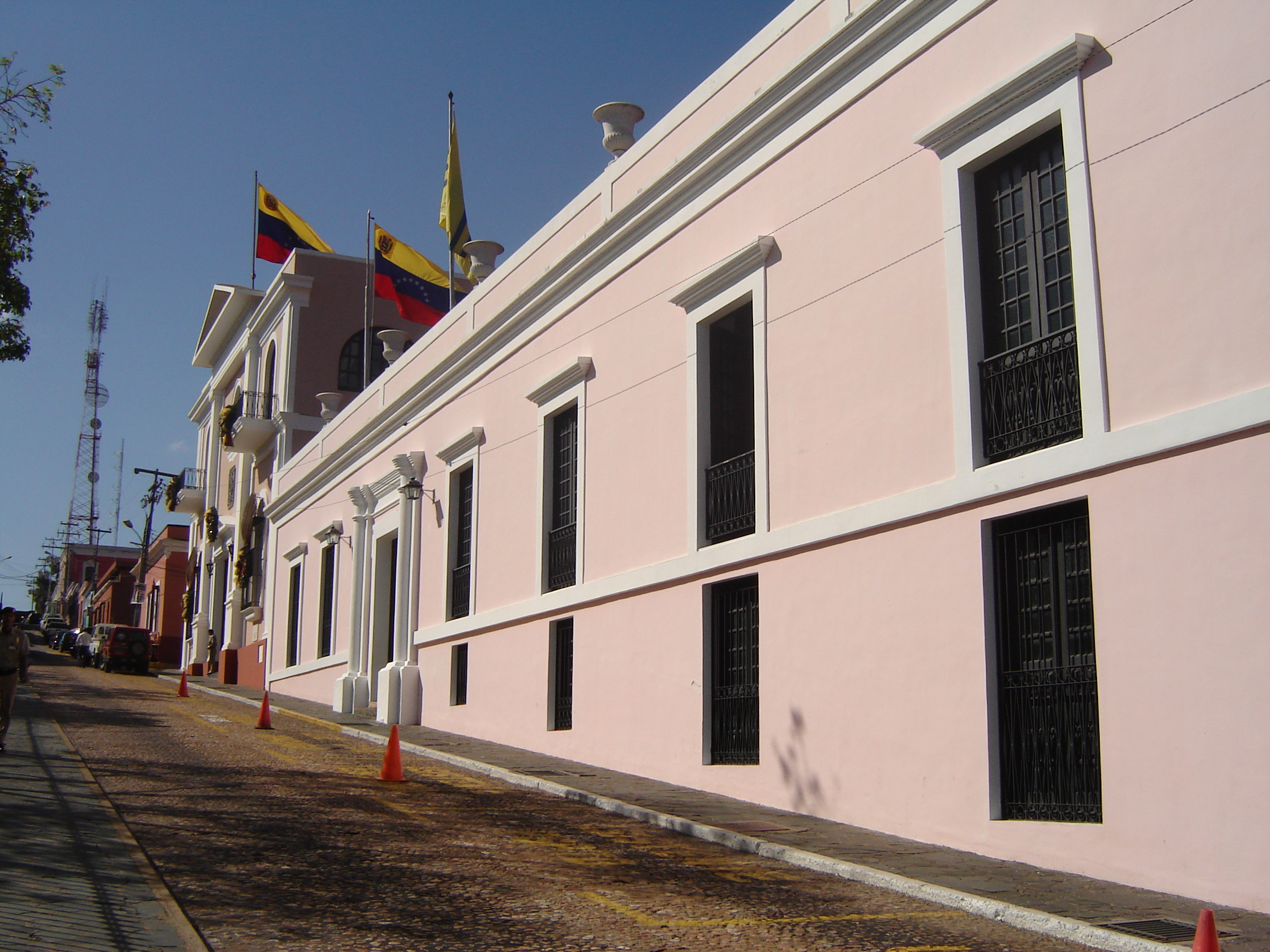
Das Kongressgebäude in Ciudad Bolívar, dem früheren Angostura

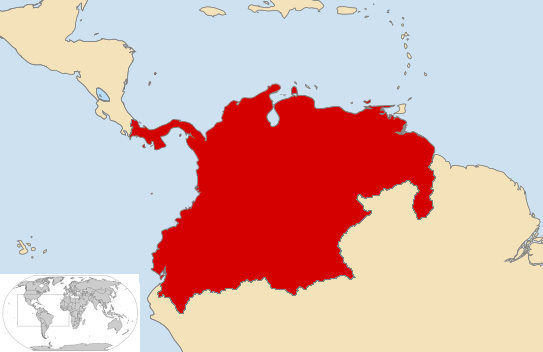
Großkolumbien

Der Kongress von Angostura fand vom 15. Februar 1819 bis zum 31. Juli 1821 statt. Er wurde während der Unabhängigkeitskriege in Venezuela und Kolumbien von Simón Bolívar nach Angostura (dem heutigen Ciudad Bolívar) einberufen und beschloss die Schaffung Großkolumbiens.
Große Teile dieser Länder standen noch unter spanischer Kontrolle, weshalb anfänglich nur Abgeordnete aus den befreiten Gebieten Venezuelas teilnahmen. Ab Juni 1819 stießen drei Abgeordnete der Provinz Casanare aus Neu-Granada hinzu.
Bei der ersten Sitzung am 15. Februar 1819 hielt Bolívar seine bekannte „Rede von Angostura“, in der er unter anderem ein eingeschränktes Wahlrecht, eine starke Exekutive, einen erblichen Senat und die Schaffung eines Rates von Sittenwächtern forderte, der aus herausragenden Bürgern bestehen sollte. Darüber hinaus forderte er die Abschaffung der Sklaverei, die finanzielle Entschädigung der Soldaten und die Vereinigung Venezuelas und Neu-Granadas. Die meisten seiner darin vorgebrachten Vorschläge wurden akzeptiert; die Entscheidung über die Sklaverei aber verschoben.
Am 17. Dezember wurde ein Grundgesetz erlassen, dessen wichtigstes Ergebnis unter anderem die Schaffung der Republik Kolumbien (um sie vom heutigen Kolumbien zu unterscheiden wird sie von Historikern als Großkolumbien bezeichnet) durch die Vereinigung Venezuelas und Neu-Granadas war.
Artikel 1 des Grundgesetzes legte fest:

«Las Repúblicas de Venezuela y la Nueva Granada quedan desde este día reunidas en una sola, bajo el título glorioso de República de Colombia.»

„Die Republiken Venezuela und Neu-Granada bleiben ab dem heutigen Tage zu einer vereinigt, unter der ruhmreichen Bezeichnung Republik Kolumbien.“

Das neue Land wurde aus den drei Departements Venezuela, Cundinamarca (das ehemalige Neu-Granada, bestehend aus den heutigen Ländern Kolumbien, Panama und Teilen Zentralamerikas) und Quito (heute Ecuador) gebildet. Simón Bolívar wurde zum Präsidenten, Francisco Antonio Zea zum Vize-Präsidenten der Republik gewählt, Francisco de Paula Santander erhielt die Regierungsgewalt in Neu-Granada, Germán Roscio in Venezuela. Nach der Befreiung Quitos sollte auch dort ein Regierungschef gewählt werden.